# Холл, Куинси
Куинси Холл (англ. Quincy Hall; род. 31 июля 1998, Канзас-Сити, Миссури) — американский легкоатлет, который специализируется в спринте, олимпийский чемпион 2024 года в беге на 400 метров, чемпион мира в эстафете, бронзовый призёр чемпионата мира 2023 года в беге на 400 метров.

## Биография
Родом из Канзас-Сити, штат Миссури. Учился в южной средней школе Рэйтауна, затем проходил обучение в колледже Секвой в Калифорнии. В 2017 году стал чемпионом атлетической ассоциации Калифорнийского колледжа в индивидуальном зачете как на дистанции 400 м, так и на дистанции 400 м с барьерами.
Будучи студентом Университета Южной Каролины, он добился успеха в 2019 году, выиграв открытый чемпионат NCAA в беге на 400 метров с барьерами. В том же году он стал победителем чемпионата NACAC U23 в беге на 400 метров с барьерами.
В 2023 году на чемпионате мира по лёгкой атлетике, который состоялся в Будапеште, американский атлет, в беге на 400 метров, с результатом 44,37 секунды стал бронзовым призёром чемпионата мира. В последний день чемпионата в эстафете 4 по 400 метров в составе США завоевал золотую медаль.
7 августа 2024 года на Олимпийских играх в Париже на арене «Стад де Франс» выиграл золото на дистанции 400 метров. В начале последней прямой Холл бежал только пятым, но совершил мощное ускорение, побежав очень широкими шагами, и сумел вырвать золото с личным рекордом 43,40. Британец Хадсон-Смит установил рекорд Европы, но отстал на 0,04 сек.